# 31 de agosto
31 de agosto é o 243.º dia do ano no calendário gregoriano (244.º em anos bissextos). Faltam 122 dias para acabar o ano.

## Eventos históricos

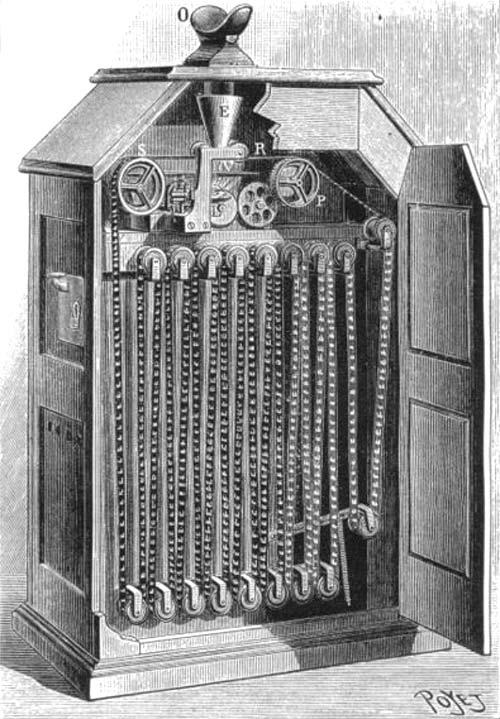
1897: O Cinetoscópio

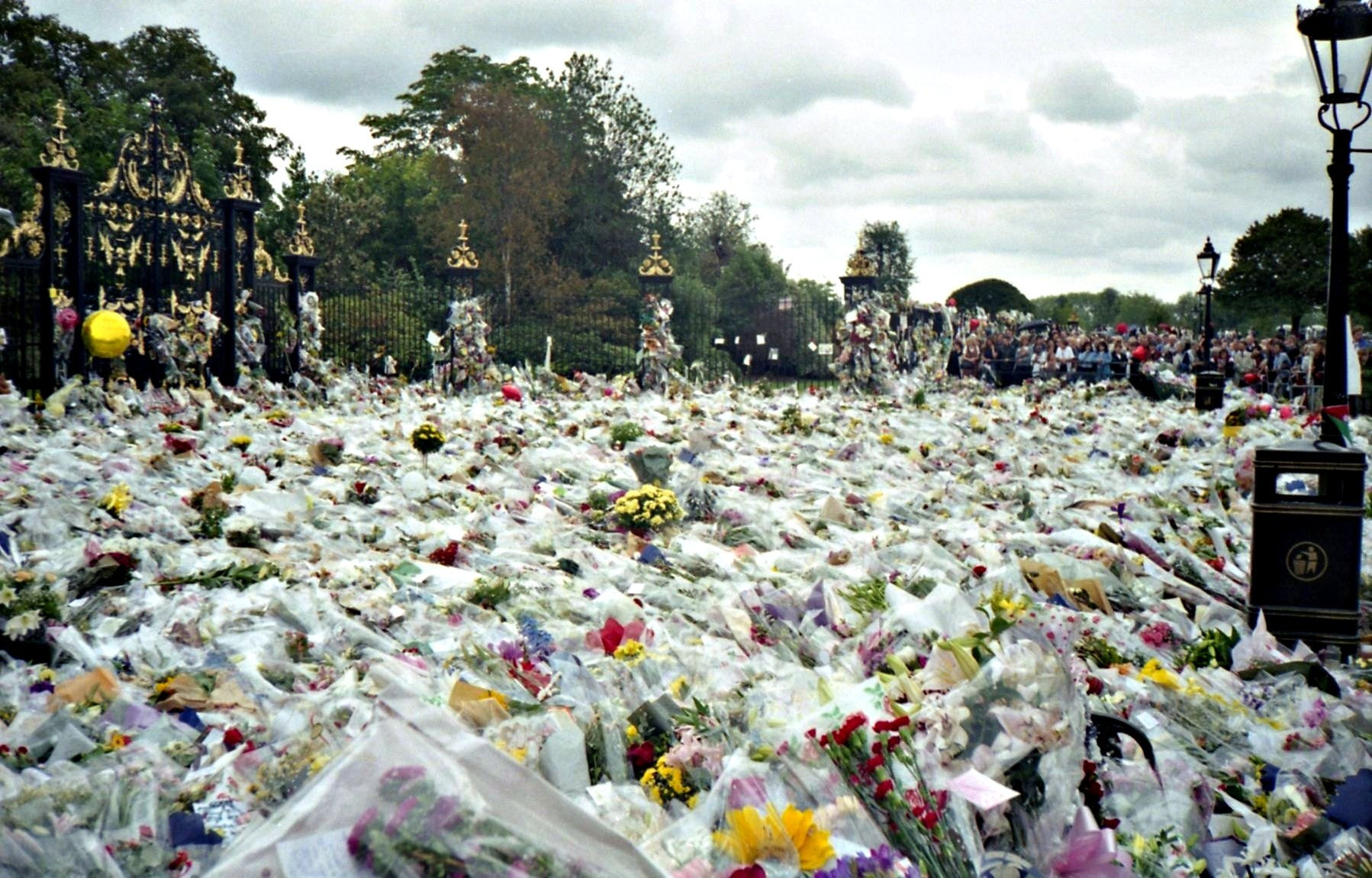
1997: Morte de Diana, Princesa de Gales

- 1056 — Depois de uma doença repentina alguns dias antes, a imperatriz bizantina Teodora morre sem deixar filhos, encerrando assim a dinastia macedônica.
- 1057 — Abdicação do imperador bizantino Miguel VI, o Estratiótico depois de apenas um ano.
- 1218 — Camil torna-se sultão da dinastia aiúbida.
- 1314 — O rei Haakon V da Noruega muda a capital de Bergen para Oslo.
- 1422 — O rei Henrique V da Inglaterra morre de disenteria enquanto estava na França. Seu filho, Henrique VI, torna-se rei da Inglaterra aos nove meses de idade.
- 1535 — O papa Paulo III excomunga o rei inglês Henrique VIII da igreja católica.
- 1763 — Transferência da capital do Estado do Brasil de Salvador para o Rio de Janeiro.
- 1795 — Guerra da Primeira Coalizão: os britânicos capturam Trincomalee (atual Sri Lanka) dos holandeses para mantê-la fora das mãos dos franceses.
- 1798 — Rebelião Irlandesa: rebeldes irlandeses, com a ajuda francesa, estabelecem a efêmera República de Connaught.
- 1813 — Guerra Peninsular: tropas espanholas repelem um ataque francês na Batalha de San Marcial.
- 1864 — Durante a Guerra Civil Americana, as forças da União lideradas pelo general William T. Sherman lançam um ataque a Atlanta.
- 1876 — O sultão otomano Murade V é deposto e sucedido por seu irmão Abdulamide II.
- 1888 — Mary Ann Nichols é assassinada. É a primeira das vítimas confirmadas de Jack, o Estripador.
- 1895 — O conde alemão Ferdinand von Zeppelin patenteia seu "balão navegável".
- 1897 — Thomas Edison patenteia o Cinetoscópio, o primeiro projetor de filmes.
- 1907 — A Rússia e o Reino Unido assinam a Entente anglo-russa, pela qual o Reino Unido reconhece a preeminência russa no norte da Pérsia, enquanto a Rússia reconhece a preeminência britânica no sudeste da Pérsia e Afeganistão. Ambas as potências se comprometem a não interferir no Tibete.
- 1918 — Primeira Guerra Mundial: início da Batalha do Monte Saint-Quentin, um ataque bem-sucedido do Corpo Australiano durante a Ofensiva dos Cem Dias.
- 1939 — A Alemanha Nazista forja um ataque de bandeira falsa na estação de rádio Gleiwitz, criando uma desculpa para atacar a Polônia no dia seguinte, iniciando assim a Segunda Guerra Mundial na Europa.
- 1941 — Segunda Guerra Mundial: as forças paramilitares sérvias derrotam os alemães na Batalha de Loznica.
- 1942 — O Governo brasileiro, através do Decreto-Lei nº 10 358, formaliza a entrada do Brasil na Segunda Grande Guerra Mundial, contra Alemanha nazista e à Itália fascista.
- 1949 — A retirada do Exército Democrático da Grécia para a Albânia após sua derrota na montanha Gramos marca o fim da Guerra Civil Grega.
- 1950 — O voo TWA 903 cai perto do Cairo, no Egito, matando todos os 55 a bordo.
- 1957 — A Federação Malaia (atual Malásia) ganha sua independência do Reino Unido.
- 1959 — Um pacote-bomba enviado por Ngô Đình Nhu, irmão mais novo e principal conselheiro do presidente sul-vietnamita Ngô Đình Diệm, não consegue matar o rei Norodom Sihanouk do Camboja.
- 1962 — Trinidad e Tobago se torna independente do Reino Unido.
- 1963 — A Colônia da Coroa Bornéu do Norte (atual Sabá) alcança o autogoverno.
- 1969 — Uma Junta Militar, composta pelo General Aurélio de Lira Tavares (Ministro do Exército), pelo Almirante Augusto Rademaker (Ministro da Marinha) e pelo Brigadeiro Márcio de Sousa e Melo (Ministro da Aeronáutica), assume o poder no lugar de Costa e Silva, afastado por doença.
- 1972 — O voo Aeroflot 558 cai no distrito de Abzelilovsky em Bascortostão, Rússia (então União Soviética), matando todas as 102 pessoas a bordo.[1]
- 1986
  - O voo Aeroméxico 498 colide com um Piper PA-28 Cherokee sobre Cerritos, Califórnia, matando 67 pessoas no ar e 15 no solo.
  - O transatlântico soviético Almirante Nakhimov afunda no Mar Negro após colidir com o graneleiro Pyotr Vasev, matando 423 pessoas.[2]
- 1987 — O voo 365 da Thai Airways cai no oceano perto de Ko Phuket, na Tailândia, matando todos os 83 a bordo.[3]
- 1991 — O Quirguistão declara sua independência da União Soviética.
- 1993 — A Rússia conclui a remoção de suas tropas da Lituânia.
- 1994 — A Rússia conclui a remoção de suas tropas da Estônia.
- 1996 — As tropas de Saddam Hussein tomam Arbil depois que o curdo Massoud Barzani pediu ajuda para derrotar sua rival curda União Patriótica do Curdistão.
- 1997 — Diana, Princesa de Gales, seu companheiro Dodi Al-Fayed e o motorista Henri Paul morrem em um acidente de carro em Paris.
- 1999 — Um Boeing 737-200 da LAPA cai durante a decolagem do Aeroparque Jorge Newbery, em Buenos Aires, matando 65 pessoas, incluindo duas no solo.
- 2002 — O tufão Rusa, o tufão mais poderoso a atingir a Coreia do Sul em 43 anos, atingiu a costa, matando pelo menos 236 pessoas.[4]
- 2005 — O pisoteamento da ponte Al-Aaimmah sobre o rio Tigre em Bagdá mata 953 pessoas.[5]
- 2006 — A famosa pintura de Edvard Munch, O Grito, roubada em 22 de agosto de 2004, é recuperada em uma batida policial norueguesa.
- 2016
  - Após tramitação de seu processo de impedimento, Dilma Rousseff é definitivamente afastada da presidência do Brasil.
  - Michel Temer é empossado como o 37.º Presidente do Brasil.
- 2023 — Um Incêndio em prédio abandonado deixa pelo menos 52 feridos e 73 mortos em Joanesburgo, África do Sul.[6]

## Nascimentos

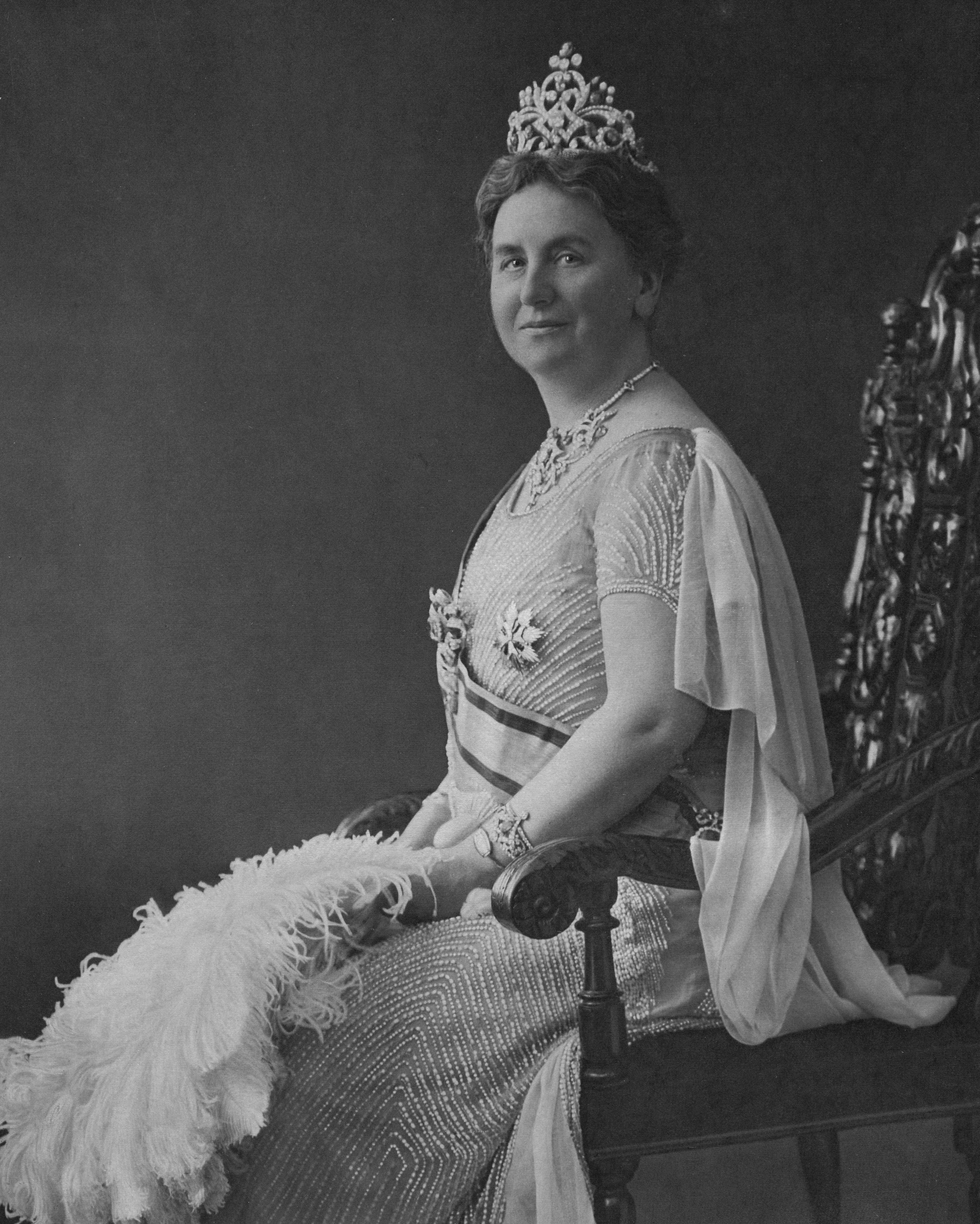
Guilhermina dos Países Baixos

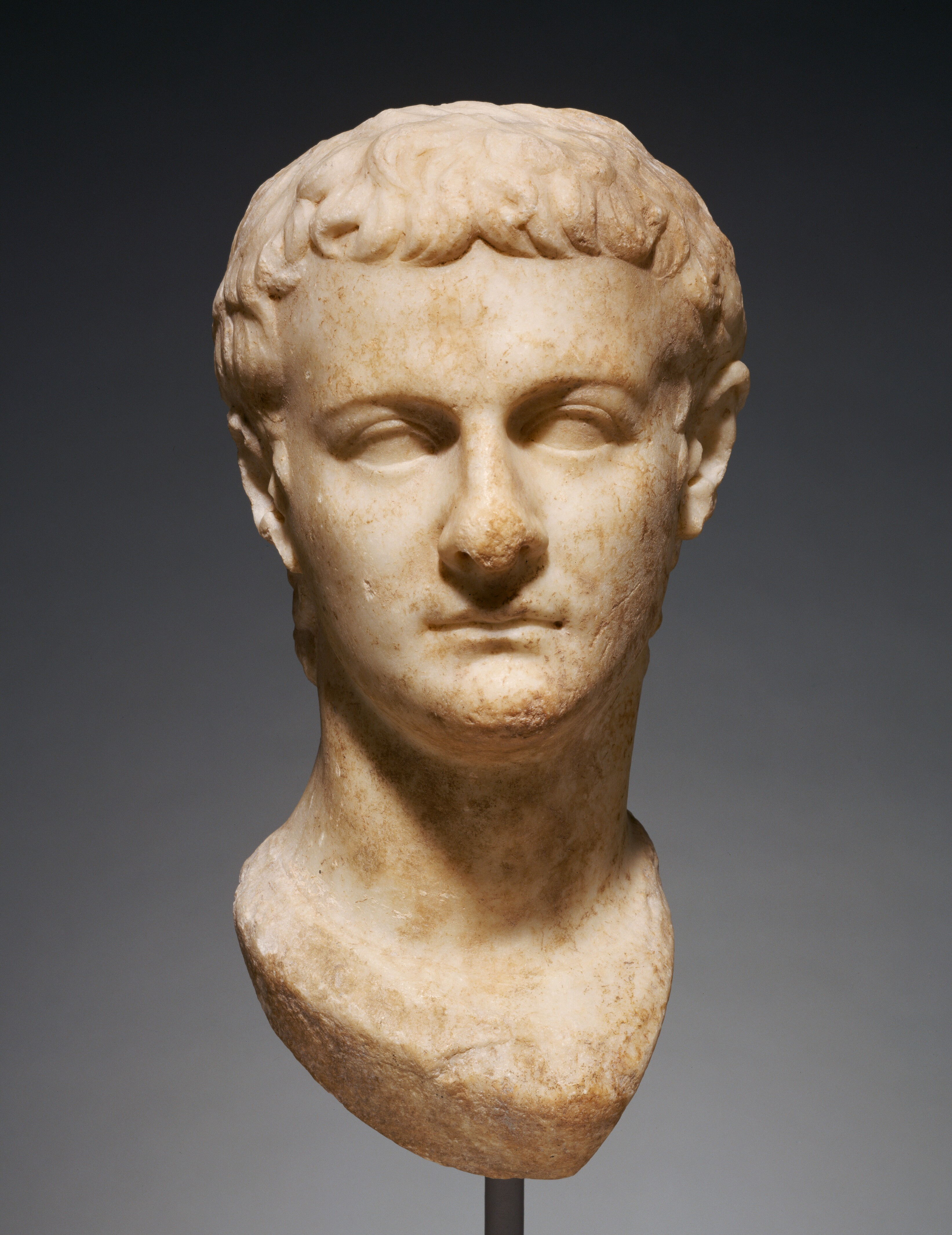
Calígula

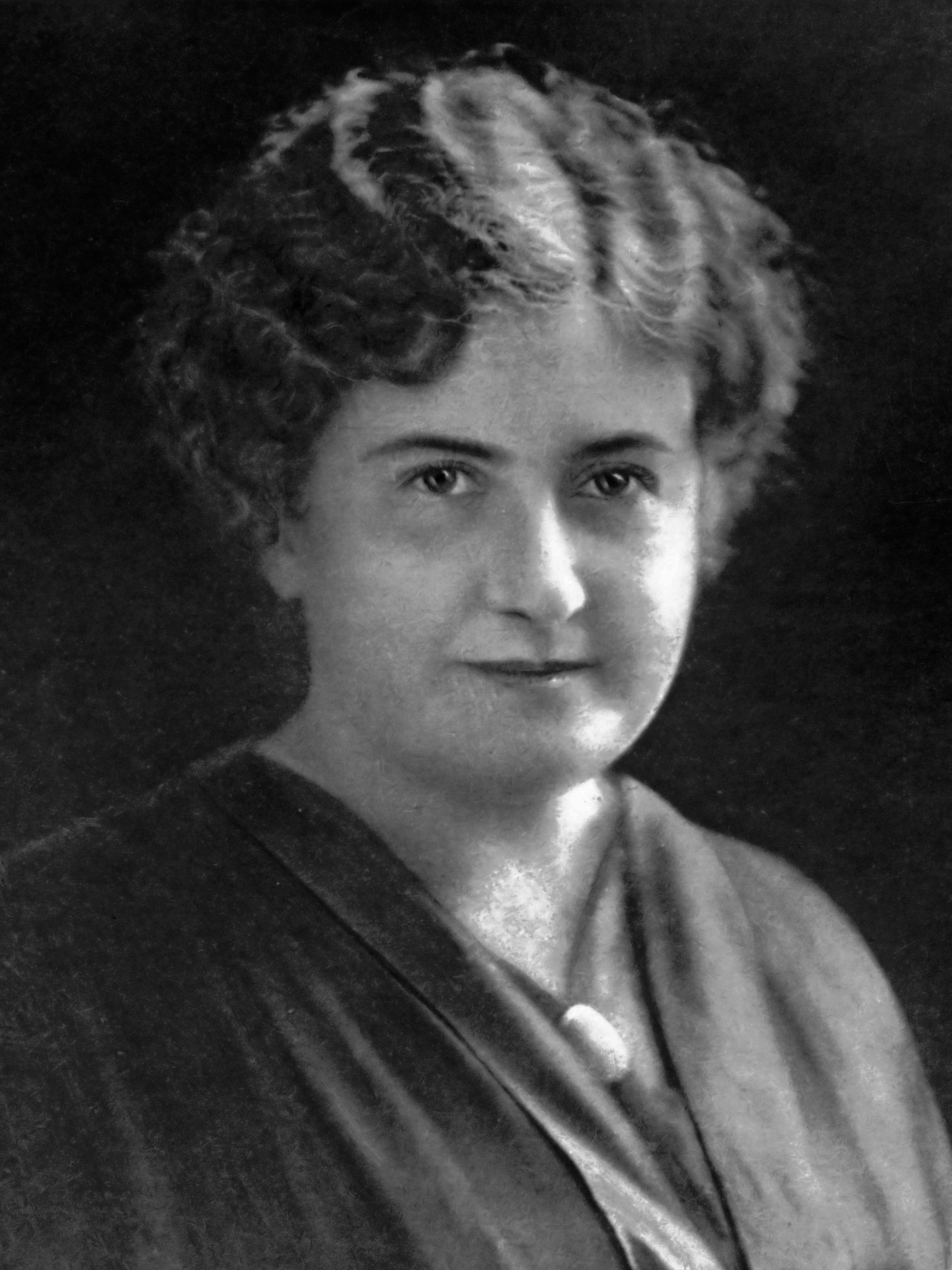
Maria Montessori

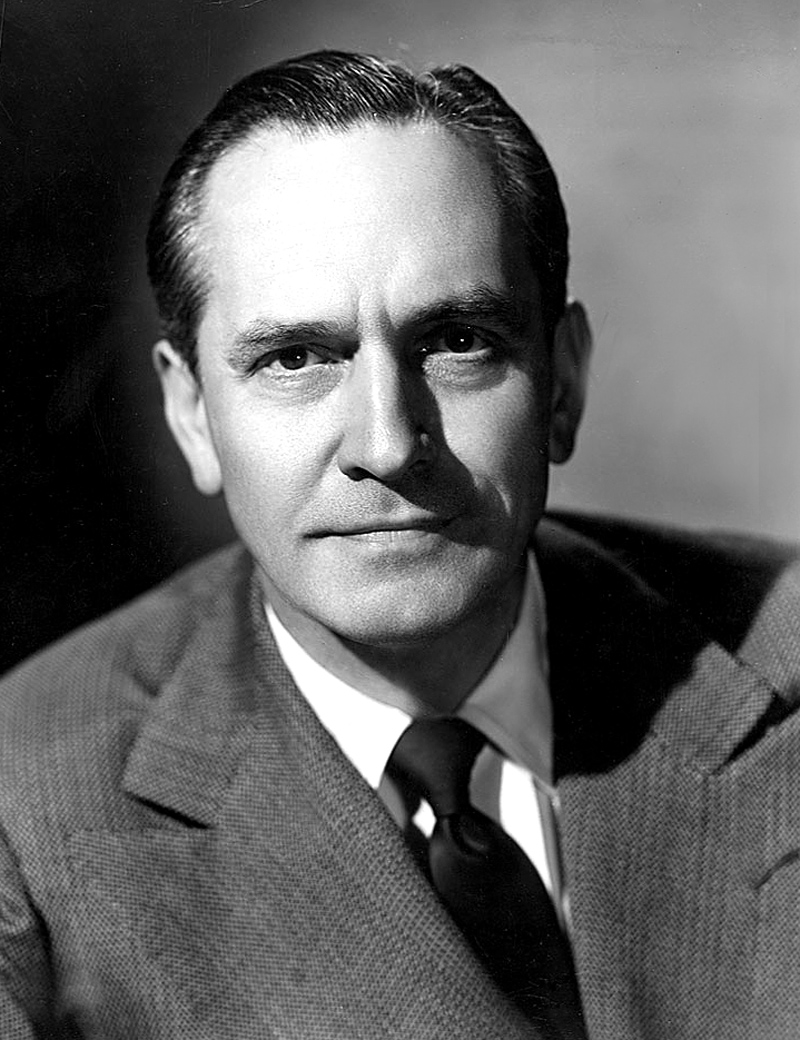
Fredric March

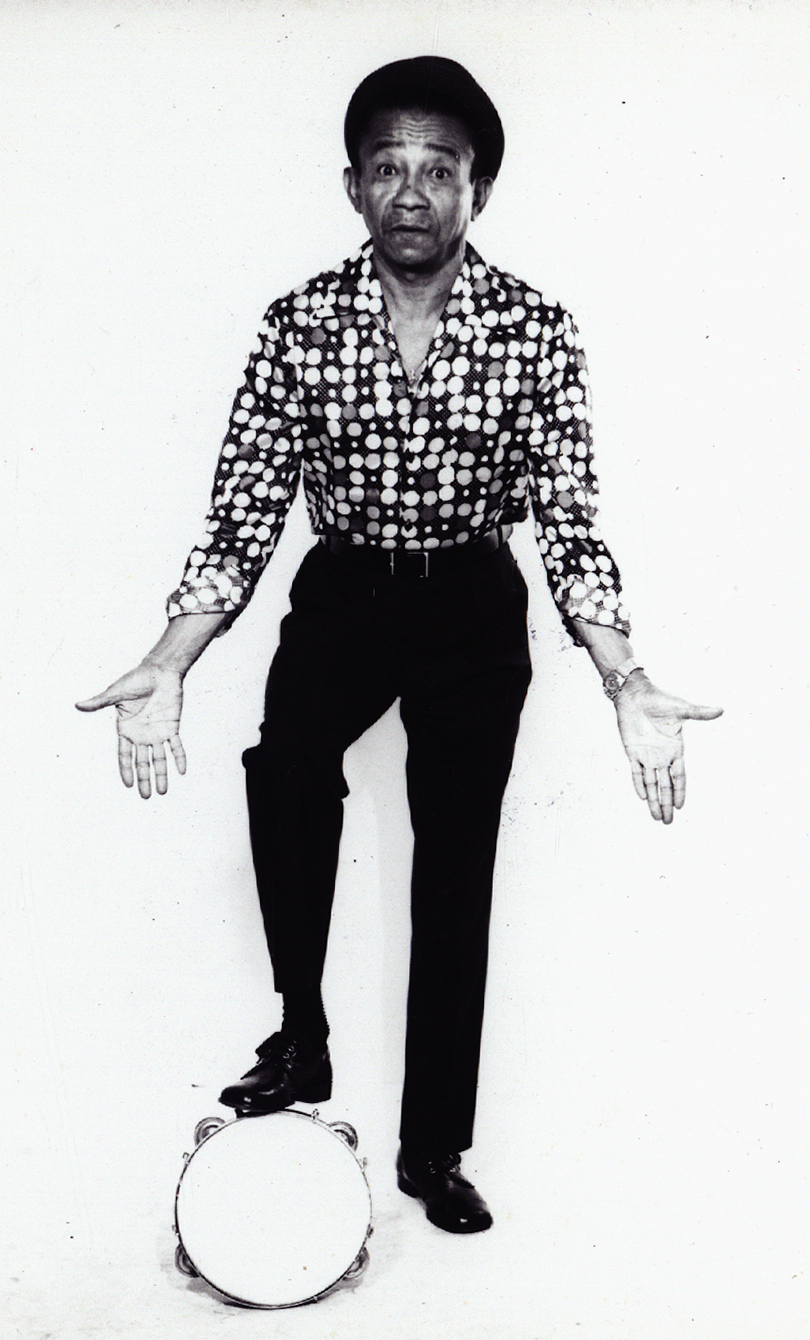
Jackson do Pandeiro

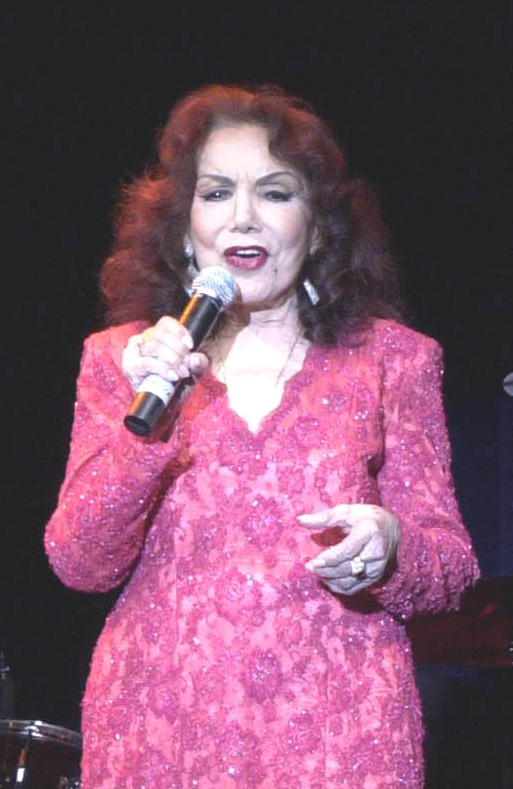
Emilinha Borba

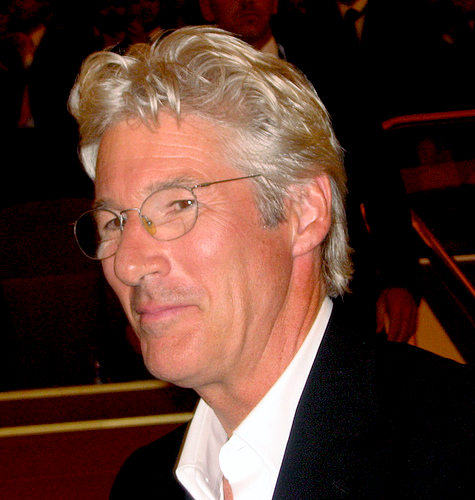
Richard Gere

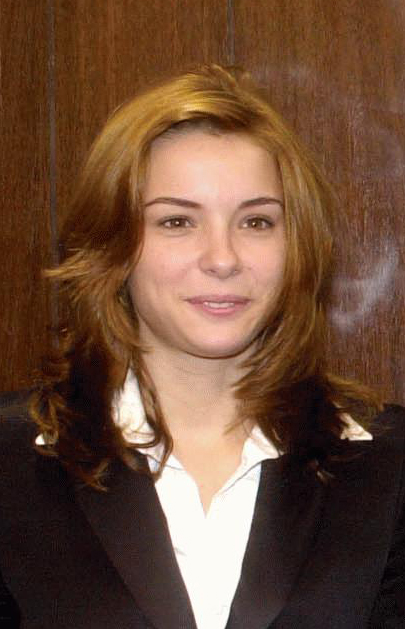
Regiane Alves

### Anteriores ao século XIX
- 0012 — Calígula, imperador romano (m. 41).
- 0161 — Cómodo, imperador romano (m. 192).
- 1398 — João, Duque de Touraine (m. 1417).
- 1433 — Sigismundo d'Este, Senhor de San Martino (m. 1507).
- 1542 — Isabel de Médici (m. 1576).
- 1569 — Jahangir, monarca indiano (m. 1627).
- 1602 — Amália de Solms-Braunfels (m. 1675).
- 1634 — Paul Amman, médico e botânico alemão (m. 1691).
- 1647 — Mary Scott, 3.ª Condessa de Buccleuch (m. 1661).
- 1652 — Fernando Carlos I Gonzaga (m. 1708).
- 1663 — Guillaume Amontons, físico e inventor francês (m. 1705).
- 1741 — Jean Paul Egide Martini, compositor francês (m. 1816).
- 1786 — Michel Eugène Chevreul, químico francês (m. 1889).

### Século XIX
- 1802
  - Karl von Urban, militar austríaco (m. 1877).
  - Husein Gradaščević, militar bósnio (m. 1834).
- 1809 — Oswald Heer, geógrafo e botânico suíço (m. 1883).
- 1811 — Théophile Gautier, poeta francês (m. 1872).
- 1820 — Carl Fredrik Nyman, botânico sueco (m. 1893).
- 1821 — Hermann von Helmholtz, médico e físico alemão (m. 1894).
- 1834 — Amilcare Ponchielli, compositor italiano (m. 1886).
- 1837 — Édouard Jean-Marie Stephan, astrônomo francês (m. 1923).
- 1842 — Adolf Pinner, químico alemão (m. 1909).
- 1843 — Georg von Hertling, político alemão (m. 1919).
- 1852 — John Neville Keynes, economista e filósofo britânico (m. 1949).
- 1869 — Carl von Opel, empresário alemão (m. 1927).
- 1870
  - Maria Montessori, educadora italiana (m. 1952).
  - George Eyser, ginasta estadunidense (m. 1919).
- 1871 — Ernesto II de Saxe-Altemburgo (m. 1955).
- 1878 — Frank Jarvis, velocista estadunidense (m. 1933).
- 1879
  - Taisho, imperador japonês (m. 1926).
  - Alma Mahler-Werfel, compositora, pintora e socialite austríaca (m. 1964).
- 1880 — Guilhermina dos Países Baixos (m. 1962).
- 1893 — Clifton Cates, militar estadunidense (m. 1970).
- 1894 — Alfredo Ghierra, futebolista uruguaio (m. 1973).
- 1895 — Ben Verweij, futebolista neerlandês (m. 1951).
- 1897
  - Fredric March, ator estadunidense (m. 1975).
  - Silverio Izaguirre, futebolista espanhol (m. 1935).
- 1900
  - Gino Lucetti, anarquista italiano (m. 1943).
  - Roland Culver, ator britânico (m. 1984).

### Século XX

#### 1901–1950
- 1903 — Vladimir Jankélévitch, filósofo e musicólogo francês (m. 1985).
- 1905
  - Robert Bacher, físico estadunidense (m. 2004).
  - Sanford Meisner, ator norte-americano (m. 1997).
- 1906 — Raymond Sommer, automobilista francês (m. 1950).
- 1907
  - Ramon Magsaysay, político filipino (m. 1957).
  - Altiero Spinelli, teórico e político italiano (m. 1986).
- 1908 — William Saroyan, romancista, dramaturgo e contista americano (m. 1981).
- 1909
  - Ferenc Fejtő, jornalista e cientista político húngaro (m. 2008).
  - Josef Košťálek, futebolista e treinador de futebol tcheco (m. 1971).
- 1913 — Bernard Lovell, astrônomo britânico (m. 2012).
- 1914 — Richard Basehart, ator estadunidense (m. 1984).
- 1915 — David Vincent Hooper, enxadrista e escritor britânico (m. 1998).
- 1918 — Bill Homeier, automobilista estadunidense (m. 2001).
- 1919 — Jackson do Pandeiro, músico brasileiro (m. 1982).
- 1920 — Otto Gottlieb, químico, pesquisador e professor universitário tcheco, naturalizado brasileiro (m. 2011).
- 1923 — Emilinha Borba, cantora e atriz brasileira (m. 2005).
- 1928 — James Coburn, ator estadunidense (m. 2002).
- 1935
  - Frank Robinson, jogador e treinador de basquete estadunidense (m. 2019).
  - Eldridge Cleaver, escritor e ativista norte-americano (m. 1998).
- 1936 — Otelo Saraiva de Carvalho, militar português (m. 2021).
- 1940
  - Alain Calmat, ex-patinador artístico francês.
  - Larry Hankin, ator estadunidense.
- 1941 — Emmanuel Nunes, compositor português (m. 2012).
- 1942
  - Alessandro Pesenti-Rossi, ex-automobilista italiano.
  - Ronaldo Corrêa, compositor, cantor e músico brasileiro.
- 1943 — António de Vasconcelos Xavier, bioquímico português (m. 2006).
- 1944
  - Joachim Marx, ex-futebolista polonês.
  - Roger Dean, ilustrador britânico.
- 1945
  - Van Morrison, cantor e compositor britânico.
  - Itzhak Perlman, maestro e violinista israelense-americano.
  - Sérgio Godinho, cantor, compositor e poeta português.
  - Henrique Meirelles, economista e político brasileiro.
- 1947
  - Luca di Montezemolo, empresário italiano.
  - Carlos Gregório, ator, diretor, escritor e roteirista brasileiro.
  - Somchai Wongsawat, político tailandês.
  - Vladimir Shmelyov, ex-pentatleta russo (m. 2023).
- 1948
  - Holger Osieck, treinador de futebol alemão.
  - Rudolf Schenker, guitarrista e compositor alemão.
  - Harald Ertl, automobilista austríaco (m. 1982).
- 1949
  - Hugh David Politzer, físico estadunidense.
  - Richard Gere, ator estadunidense.

#### 1951–2000
- 1951 — Simon Tschobang, futebolista camaronês (m. 2007).
- 1953
  - Marcia Clark, jurista norte-americana.
  - Pavel Vinogradov, astronauta russo.
- 1954
  - Robert Kocharian, político armênio.
  - Alan Kennedy, ex-futebolista britânico.
- 1955 — Bennie Wijnstekers, ex-futebolista neerlandês.
- 1956
  - Angeli, chargista brasileiro.
  - Masashi Tashiro, comediante japonês.
  - Tsai Ing-wen, política taiwanesa.
- 1958
  - Eduardo Lago, ator brasileiro.
  - Éric Zemmour, escritor, jornalista e ensaísta francês.
- 1960
  - Hassan Nasrallah, político libanês (m. 2024).
  - Lígia Cortez, atriz brasileira.
- 1962
  - Abdullah, cantor e compositor brasileiro.
  - Dee Bradley Baker, ator e dublador estadunidense.
- 1963 — Mauro Cezar Pereira, jornalista brasileiro.
- 1964 — Esteban Becker, treinador de futebol argentino.
- 1965 — Daniel Bernhardt, ator suíço.
- 1966
  - Marcos Winter, ator brasileiro.
  - Lyuboslav Penev, ex-futebolista e treinador de futebol búlgaro.
- 1967
  - Gene Hoglan, músico estadunidense.
  - Ulisses Costa, jornalista e locutor esportivo brasileiro.
- 1968
  - Alexia Dechamps, atriz brasileira.
  - Luís Carlos Goiano, ex-futebolista brasileiro.
- 1969
  - Luis Cristaldo, ex-futebolista boliviano.
  - Andrew Cunanan, criminoso norte-americano (m. 1997).
- 1970
  - Rania da Jordânia.
  - Nikola Gruevski, político macedônio.
  - Debbie Gibson, cantora e atriz estadunidense.
  - Carla Visi, cantora brasileira.
  - Zack Ward, ator canadense.
- 1971
  - Nobuatsu Aoki, motociclista japonês.
  - Virna Dias, ex-jogadora de vôlei brasileira.
  - Pádraig Harrington, golfista irlandês.
  - Vadim Repin, violinista russo.
- 1972 — Chris Tucker, ator estadunidense.
- 1973 — Régis Genaux, futebolista belga (m. 2008).
- 1974
  - Andrei Medvedev, ex-tenista ucraniano.
  - Teruyoshi Ito, futebolista japonês.
  - Andrejus Zadneprovskis, pentatleta lituano.
- 1975 — Sara Ramírez, atriz mexicana.
- 1976 — Roque Júnior, ex-futebolista brasileiro.
- 1977
  - Jeff Hardy, wrestler estadunidense.
  - Ian Harte, ex-futebolista irlandês.
  - Barry Winchell, militar estadunidense (m. 1999).
- 1978
  - Philippe Christanval, ex-futebolista francês.
  - Regiane Alves, atriz brasileira.
  - Duncan Ochieng, ex-futebolista queniano.
- 1979
  - Mickie James, wrestler estadunidense.
  - Peter Luczak, ex-tenista australiano.
- 1980 — Stéphane Sarni, futebolista suíço.
- 1981
  - Mosiah Rodrigues, ginasta brasileiro.
  - Gareth Pugh, designer de moda britânico.
- 1982
  - Ian Crocker, ex-nadador estadunidense.
  - Pepe Reina, futebolista espanhol.
  - Oscar Ahumada, ex-futebolista argentino.
  - Patrick Nuo, cantor suíço.
  - Daniel Omielańczuk, lutador polonês de artes marciais mistas.
- 1983
  - Fernanda Nobre, atriz brasileira.
  - Maria Flor, atriz brasileira.
  - Milan Biševac, ex-futebolista sérvio.
  - Théo Lopes, jogador de vôlei brasileiro.
- 1984
  - Charl Schwartzel, golfista sul-africano.
  - Rajkummar Rao, ator indiano.
- 1985
  - Rolando, futebolista português.
  - Marina Alabau, velejadora espanhola.
  - Mohammad bin Salman, príncipe e dirigente esportivo saudita.
- 1986
  - Feng Tianwei, mesa-tenista singapureana.
  - Ryan Kelley, ator estadunidense.
- 1987
  - Pat Curran, lutador estadunidense de artes marciais mistas.
  - Yekaterina Dyachenko, esgrimista russa.
  - Eric Botteghin, futebolista brasileiro.
- 1988
  - David Ospina, futebolista colombiano.
  - Eli Sabiá, futebolista brasileiro.
  - Yoandy Leal, jogador de vôlei cubano-brasileiro.
  - Vicente Gómez, futebolista espanhol.
- 1989 — Xavier Siméon, motociclista belga.
- 1990 — Ivo Lucas, ator, cantor e compositor português.
- 1991
  - Cédric Soares, futebolista português.
  - António Félix da Costa, automobilista português.
  - Petros Mantalos, futebolista grego.
- 1992
  - Nicolás Tagliafico, futebolista argentino.
  - Maryia Mamashuk, lutadora bielorrussa.
- 1993
  - Pablo Marí Villar, futebolista espanhol.
  - Anna Karnaukh, jogadora de polo aquático russa.
- 1995 — Sergio Samitier, ciclista espanhol.
- 1996 — Fabio Jakobsen, ciclista neerlandês.
- 2000
  - Angel Gomes, futebolista britânico.
  - Wagner Barreto, cantor brasileiro.

### Século XXI
- 2001 — Amanda Anisimova, tenista estadunidense.
- 2004 — Nikolai Lukashenko,  filho de Aleksandr Lukashenko.
- 2006 — Jorge Lamelas, ator e bailarino espanhol.
- 2008 — Milo Machado Graner, ator francês.

## Mortes

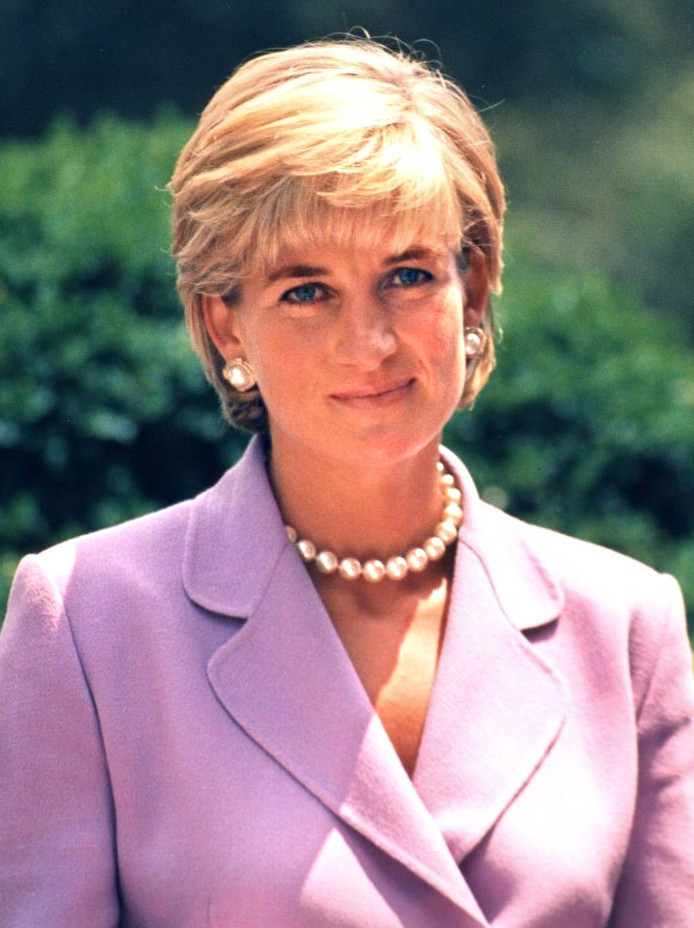
Diana, Princesa de Gales

Dodi Al-Fayed

### Anteriores ao século XIX
- 1234 — Go-Horikawa, imperador do Japão (n. 1212).
- 1422 — Henrique V de Inglaterra (n. 1386).
- 1528 — Matthias Grünewald, pintor alemão (n. 1470).
- 1647 — Constant d'Aubigné, nobre francês (n. 1585).
- 1768 — Henrietta Pelham, senhora Abergavenny (n. 1730).
- 1795 — Philidor, enxadrista francês (n. 1726).

### Século XIX
- 1811 — Louis Antoine de Bougainville, explorador francês (n. 1729).
- 1834 — Karl Ludwig Harding, astrônomo alemão (n. 1765).
- 1867 — Charles Baudelaire, poeta francês (n. 1821).

### Século XX
- 1920 — Wilhelm Wundt, filósofo e psicólogo alemão (n. 1832).
- 1945
  - Stefan Banach, matemático polonês (n. 1892).
  - Antônio Marcelino, taumaturgo popular brasileiro (n. 1900).
- 1963 — Georges Braque, pintor francês (n. 1882).
- 1966 — Kasimir Edschmid, escritor alemão (n. 1890).
- 1967 — Tamara Bunke, revolucionária argentina (n. 1937).
- 1969 — Rocky Marciano, boxeador estadunidense (n. 1923).
- 1973 — John Ford, cineasta estadunidense (n. 1894).
- 1975 — Pierre Blaise, ator francês (n. 1952).
- 1978 — Ángel Bossio, futebolista argentino (n. 1905).
- 1983 — Marcello Candia, filantropo e missionário ítalo-brasileiro (n. 1916).
- 1990
  - Sergei Volkov, patinador artístico soviético (n. 1949).
  - Henry From, futebolista dinamarquês (n. 1926).
- 1993 — Ligorio López, futebolista mexicano (n. 1933).
- 1997
  - Diana, Princesa de Gales (n. 1961).
  - Dodi Al-Fayed, produtor cinematográfico e empresário egípcio (n. 1955).
- 2000
  - Yisha'ayahu Schwager, futebolista polonês (n. 1946).
  - Joan Hartigan, tenista australiana (n. 1912).
  - Patricia Owens, atriz canadense-estadunidense (n. 1925).

### Século XXI
- 2002
  - Lionel Hampton, músico de jazz estadunidense (n. 1908).
  - Márcio José, cantor brasileiro (n. 1942).
- 2004 — E. Fay Jones, arquiteto e designer estadunidense (n. 1921).
- 2005 — Sam Okoye, futebolista nigeriano (n. 1980).
- 2006 — Mohamed Abdelwahab, futebolista egípcio (n. 1983).
- 2008 — Mestre Salustiano, compositor, escritor, músico e artesão brasileiro (n. 1945).
- 2011 — Abderrahmane Mahjoub, futebolista marroquino (n. 1929).
- 2014
  - Jimi Jamison, cantor e compositor estadunidense (n. 1951).
  - Lajos Kiss, canoísta húngaro (n. 1934).
  - Jonathan Williams, automobilista britânico (n. 1942).
- 2016 — Anna Paula, atriz portuguesa (n. 1929).
- 2018 — Alexandr Zakhartchenko, político e militar ucraniano (n. 1976).
- 2019 — Anthoine Hubert, automobilista francês (n. 1996).
- 2020 — Pietro Mário, ator, apresentador, produtor e dublador ítalo-brasileiro (n. 1939).

## Feriados e eventos cíclicos
- Dia Internacional do Blog

### Brasil
- Dia do Celíaco
- Dia do Nutricionista
- Dia do samba-rock
- Aniversário da cidade de Itapipoca, em Ceará
- Aniversário da cidade de Uberlândia, em Minas Gerais
- Aniversário da cidade de Trindade, em Goiás
- Aniversário da cidade de Itaí, em São Paulo
- Aniversário da cidade de Bom Jesus da Lapa, na Bahia
- Feriado em Vigia de Nazaré, Pará - Dia da adesão da então vila á independência do Brasil, fato ocorrido em 1823.

### Cristianismo
- Aristides de Atenas
- Domingos de Val
- Edano de Lindisfarne
- José de Arimateia
- Raimundo Nonato
- Valdevo da Nortúmbria

## Outros calendários
- No calendário romano era o dia da véspera das calendas de setembro.
- No calendário litúrgico tem a letra dominical E para o dia da semana.
- No calendário gregoriano a epacta do dia é xxiv.